# 秋元彩香
秋元 彩香（あきもと あやか、1975年12月22日 - ）は、日本の女優、歌手、グラビアアイドル。旧芸名は古谷 玲香（ふるや れいこ） → 麻生 怜里 → 秋元 彩香 → 秋元 綾香 → 怜果。

## 来歴
埼玉県出身。姉は元タレントの古谷芳香。
1990年、今関あきよし監督映画の『十六歳のマリンブルー』で主演デビュー。1993年からは、テレビ朝日の『桜っ子クラブ』に桜っ子クラブさくら組の一員としてレギュラー出演していた。
2010年代にはベリーベリープロダクションに所属していた。

## 人物
好物は魚類、ナタ・デ・ココ、アイスクリーム。犬と梅干しも好きで、エビの飼育もしている。
趣味は相撲観戦、詩を書くこと、映画鑑賞、東方神起（原文まま）。
特技はヒーリング（原文まま）。

## 出演

### 映画
- 十六歳のマリンブルー（東北新社/パル企画、1990年） - 立林えみ 役。古谷玲香名義で出演。
- ヤンキー烈風隊（イメージファクトリー・アイエム/パル企画、1995年） - 理佳 役

### オリジナルビデオ
- 素敵な大人になるために メモリー・オブ「十六歳のマリンブルー」（パル企画、1990年） - 古谷玲香名義で出演。
- 新・百合族3（にっかつ、1995年） - 桜井鈴子 役

### テレビ番組
- 桜っ子クラブ（テレビ朝日、1993年 - 1994年） - 桜っ子クラブさくら組のメンバーとして出演。
- H・I・P（テレビ朝日、1993年 - 1995年） - HIPPERSのメンバーとして出演。
- Y2CLUB（テレビ東京、1996年 - 1997年） - ワイワイギャルズのメンバーとして出演。
- スタジオパークからこんにちは（NHK） - レギュラーリポーター

### テレビドラマ
- 八神くんの家庭の事情（ABCテレビ、1994年）
- 土曜ワイド劇場 夏樹静子サスペンス 弁護士・朝吹里矢子 第4作（テレビ朝日、1996年） - 泉ナホ 役。秋元綾香名義で出演。
- ShinｰD 告白（日本テレビ、1997年） - レギュラー出演
- 土曜ワイド劇場 私を信じて！嵐の夜少女は本当に連続殺人を犯したのか？刑事が辿り着いた衝撃の真実…（テレビ朝日、1997年）
- 恋、した。 第21話（テレビ東京、1997年） - 主演。秋元綾香名義で出演。
- ショムニ 第1シリーズ 第11話（フジテレビ、1998年）
- 救急ハート治療室 第11話（関西テレビ、1999年）
- 土曜ワイド劇場 タクシードライバーの推理日誌 第14作（テレビ朝日、2001年） - 神崎みどり 役
- 日曜エンタ・ドラマスペシャル 警視庁捜査一課9係（テレビ朝日、2014年）
- 警視庁捜査一課9係 season10 第3話（テレビ朝日、2015年） - 滝本安奈 役。怜果名義で出演。

### CM
- ルックプラス おふろの防カビくん煙剤（ライオン、2014年）
- ファンケル（2015年）

## 作品

### ディスコグラフィ
- 素敵な大人になるために（コロムビアレコード、1990年） - 古谷玲香名義でリリース。
  - 素敵な大人になるために
  - あなたがつくった模型飛行機
- あなたのほかにあなたはいない（コロムビアレコード、1990年） - 古谷玲香名義でリリース。
  - 六月花（あじさい）色の雨
  - 君は大人になっていく
  - 花びらがこぼれそう
  - あなたのほかにあなたはいない
  - あなたに夢を届けたい
  - あなたといっしょに
- ワールドミュージック 沖縄のうた 月ぬ美しゃ（ミカサ通商）
  - ぺぺーぬ草苅が
  - てぃんさぐぬ花
  - えんどうの花
  - 童神（わらびがみ）
  - 島つんださー
  - 果報ぬ波
  - 天空
  - 翔愛
  - Mommy
  - 月ぬ美しゃ

### 写真集
- Cherry Pie “桜っ子クラブさくら組” メモリアル写真集（ぶんか社、1994年、ISBN 4-8211-2015-1）
- CD-ROM デジタルフォトアイドルシリーズ Vol.8 彩 いろどり（ソフトバンククリエイティブ、1996年）
- approach 秋元彩香写真集（風雅書房、1996年、ISBN 4-89424-121-8）
- PHOTO BOOK Y2CLUB Doki×Doki（コンパス、1996年、ISBN 4-906407-67-6）
- SaRu PARADISE SaRuパラ ヤングサンデー特別編集（小学館、1997年）
- holoholo 秋元綾香写真集（ポニーキャニオン、1997年、ISBN 4-594-02347-9） - 秋元綾香名義でリリース。
- Actress Ayaka 秋元彩香写真集（ぶんか社、1999年、ISBN 4-8211-2267-7）

### イメージビデオ
- ANGEL PARADISE 秋元彩香 ANOTHER ONE（明文社、1996年、ISBN 4-89552-771-9）
- cutie queen 秋元綾香 Dear（ポニーキャニオン、1997年） - 秋元綾香名義でリリース。